# Смурфики (мультсериал, 2021)
«Смурфики» (фр. Les Schtroumpfs) — бельгийский компьютерно-анимационный телесериал, разработанный Dupuis Audiovisuel, IMPS и Peyo Productions в сотрудничестве с KiKA, Ketnet, RTBF и Dargaud Media при участии TF1. Второе телевизионное шоу, основанное на персонажах Смурфиков, после одноимённого оригинального сериала 1981 года.
По сериалу было снято 3 фильма. Он был почти полностью произведён в Бельгии, 75 % анимации было сделано в анимационной студии Dupuis Audiovisuel в городе Шарлеруа. Стиль CGI-анимации взят из фильма «Смурфики: Затерянная деревня» , сериал служит самостоятельным продолжением фильма.
Впервые сериал был анонсирован компанией Peyo Productions в 2016 году. В следующем году были объявлены европейские вещатели: Ketnet (Фландрия), TF1 (Франция), KiKA (Германия), и La Trois (Валлония). В 2019 году стало известно, что права на трансляцию приобретены американским развлекательным брендом Nickelodeon для нескольких своих каналов, но соглашение о трансляции не распространяется на оригинальный сериал «Смурфики» 1980-х годов (который продолжает распространяться компанией Warner Bros. в Северной Америке).
После 18 месяцев на платном телевидении «Смурфики» стали транслироваться на Netflix в США и за рубежом. Мировая премьера сериала состоялась 18 июня 2020 года на канале La Trois в Бельгии.

## Описание
Смурфы — вымышленный народ маленьких синих человечков, проживающих в деревне, состоящей из домов, напоминающих грибы. Характерными чертами смурфов являются их синий цвет кожи, небольшой рост и белые колпаки. Каждый смурф обладает индивидуальными чертами характера и специализацией. В 2021 году смурфы стали героями анимационного сериала, который продолжил их историю и расширил вселенную. В новых сериях смурфы демонстрируют адаптацию к современным реалиям, включая освоение боевых искусств, таких как "Смурф-Фу", для самозащиты.

## В ролях

### Французские голоса
- Жан-Луп Хорвитц в роли Папы Смурфа
- Анна Рамад в роли Смурфетты
- Antoine Schoumsky в роли Благоразумника и Растяпы
- Марк Арно в роли Силача и Пекаря
- Кейси Чейз в роли Хохмача
- Жереми Прево в роли Красавчика, Поэта и Фермера
- Ксавье Фангон в роли Хенди
- Мэгали Розензвеиг в роли Смурфивы и Лентяя
- Эммануэль Кюртиль в роли Гаргамеля, Ворчуна и Повара

## Список серий

### Первый сезон (2021—2022)
| № | Название                                                | Сценарист(-ы)                                                      | Режиссёр(-ы)                                         | Показ в Бельгии                  | Показ в России  | Произв. код |
| --- | ------------------------------------------------------- | ------------------------------------------------------------------ | ---------------------------------------------------- | -------------------------------- | --------------- | ----------- |
| 1 | «Смурф-Фу» «Заботливый папа»                            | Питер Х. Сейсселин, Эмми Серафин                                   | Александр Виано, Жан-Люк Эбивен                      | 18 апреля 2021 25 апреля 2021    | 3 октября 2021  | 101         |
| Когда Смурфетта спасает Благоразумника от гигантской змеи, другие Смурфики просят её научить их искусству «Смурф-Фу». Всем надоело менять подгузники Крошке-Смурфику, и Мастер решил изобрести робота, который будет выполнять эту работу. |                                                         |                                                                    |                                                      |                                  |                 |             |
| 2 | «Не нос, а носище!» «Грациозный растяпа»                | Питер Х. Сейсселин Эмми Серафин                                    | Александр Виано, Жан-Люк Эбивен, Бруно Иссали        | 18 апреля 2021 16 мая 2021       | 10 октября 2021 | 102         |
| Силач произносит заклинание, которое случайно превращает его в огромный нос, который всасывает всё на своём пути! Поймав Растяпу, Гаргамель пытается подкупить его волшебным амулетом, который сделает его грациозным.                     |                                                         |                                                                    |                                                      |                                  |                 |             |
| 3 | «Сила улыбки» «Кот-повелитель»                          | Рейд Харрисон, Питер Х. Сейсселин                                  | Александр Виано, Стефани Анетт, Лионель Буш          | 16 мая 2021 2 мая 2021           | 17 октября 2021 | 103         |
| Смурфетта и Смурфоцветик ведут Ворчуна в поход, чтобы заставить улыбнуться. Разум Гаргамеля попадает под власть Азраэля, и Смурфики должны помочь ему освободить.                                                                          |                                                         |                                                                    |                                                      |                                  |                 |             |
| 4 | «Где папа Смурфик?» «Кто сильнее?»                      | Питер Х. Сейсселин, Эмми Серафин                                   | Александр Виано, Бруно Иссали, Лионель Буш           | 2 мая 2021 25 апреля 2021        | 21 октября 2021 | 104         |
| Папа Смурфик исчезает, и единственный способ снова сделать его видимым — заполучить усы Азраэля! Хныка бросает вызов Силачу на полосе препятствий и случайно побеждает.                                                                    |                                                         |                                                                    |                                                      |                                  |                 |             |
| 5 | «Кому-то не понравится» «Ну и шутки у вас»              | Генри Гиффорд, Питер Х. Сейсселин, Эмми Серафин                    | Александр Виано Жан-Люк Эбивен Карим Бусалла         | 23 мая 2021                      | 31 октября 2021 | 105         |
| Разбив телескоп папы Смурфика, Бояка и Силач переодеваются девочками, чтобы избежать наказания. Красавчику надоели взрывающиеся коробки Хохмача, и он решает покончить с ними ещё большим взрывом.                                         |                                                         |                                                                    |                                                      |                                  |                 |             |
| 6 | «Самый страшный смурфик» «ДЗЫЫЫЫЫЫНЬ!»                  | Питер Х. Сейсселин, Эмми Серафин, Барбара Вебер-Боустани           | Александр Виано, Стефани Анетт, Бруно Иссали         | 9 мая 2021                       | 7 ноября 2021   | 106         |
| На Хэллоуин Бояка обнаруживает, что превратился в монстра, и он, сам того не желая, наносит ущерб смурфикам. Мастер делает Лентяю специальный будильник, чтобы тот не спал, но будильник заодно мешает спать и другим смурфикам!           |                                                         |                                                                    |                                                      |                                  |                 |             |
| 7 | «Мой смурфик — герой» «Смурфик-инопланетянин»           | Генри Гиффорд, Питер Х. Сейсселин, Эмми Серафин                    | Александр Виано, Жан-Люк Эбивен                      | 18 июля 2021 7 июля 2021         | 14 ноября 2021  | 107         |
| Когда Бояке надоедает бояться, он надевает костюм супергероя и пытается победить свой страх. Инопланетный малыш посещает смурфиков и накладывает на них заклятие, чтобы превратить в своих друзей.                                         |                                                         |                                                                    |                                                      |                                  |                 |             |
| 8 | «Пристегните ремни» «Ни единого листочка»               | Роберт Варгас, Питер Х. Сейсселин, Эмми Серафин                    | Александр Виано, Жан-Люк Эбивен                      | 7 июля 2021 25 июля 2021         | 21 ноября 2021  | 108         |
| Когда Мастер и Смурфгроза узнают о плане Гаргамеля научить Азраэля летать, они строят свои собственные летательные аппараты. Вредители уничтожают урожай Сарсапарели, и Смурфики узнают о плане Гаргамеля заманить их на своё поле.        |                                                         |                                                                    |                                                      |                                  |                 |             |
| 9 | «Воспитание смурфиков» «Преображение»                   | Рейд Харрисон, Питер Х. Сейсселин, Александр Улльман               | Александр Виано, Жан-Люк Эбивен                      | 25 июля 2021 28 июля 2021        | 28 ноября 2021  | 109         |
| Разиня находит в лесу яйцо, и все смурфики проверяют свои родительские навыки. Красавчик придумывает новый наряд для Смурфиков, но у них с Портным разные взгляды.                                                                         |                                                         |                                                                    |                                                      |                                  |                 |             |
| 10 | «Плюх!»                                                 | Питер Х. Сейсселин, Эмми Серафин                                   | Александр Виано, Бруно Иссали                        | 28 августа 2021 29 августа 2021  | 5 декабря 2021  | 110         |
| Смурфоцветик и Благоразумник переносятся в альтернативную вселенную, где все Смурфики серые и злые. |                                                         |                                                                    |                                                      |                                  |                 |             |
| 11 | «Великолепная пятёрка» «Растяпа-поварёнок»              | Питер Х. Сейсселин, Эмми Серафин                                   | Александр Виано, Бруно Иссали, Александр Улльман     | 5 сентября 2021 29 августа 2021  | 12 декабря 2021 | 111         |
| Папа Смурфик проводит голосование, кто попадет в команду спасателей, если Гаргамель нападёт на деревню. Растяпа спасает жизнь Шеф-Повара и становится его помощником на кухне. Это катастрофа.                                             |                                                         |                                                                    |                                                      |                                  |                 |             |
| 12 | «Всем супам суп» «Приключения Крошки-смурфика»          | Рейд Харрисон, Роберт Варгас                                       | Александр Виано, Бруно Иссали, Жан-Люк Эбивен        | 5 сентября 2021 12 сентября 2021 | 19 декабря 2021 | 112         |
| Благоразумник критикует стряпню Шеф-Повара, и тот уходит из деревни и начинает готовить для огров. Растяпа и Разиня берут на себя заботу о Крошке-Смурфике, чтобы доказать всей деревне, какие они смурф-чательные.                        |                                                         |                                                                    |                                                      |                                  |                 |             |
| 13 | «Собрать улиток» «Вафельная среда»                      | Питер Х. Сейсселин, Эмми Серафин, Рейд Харрисон                    | Александр Виано, Стефани Анетт, Александр Улльман    | 5 сентября 2021 12 сентября 2021 | 26 декабря 2021 | 113         |
| Хохмач даёт гоночным улиткам особое зелье, чтобы придать им суперскорость. Шеф-Повар завидует, что у Смурфлили вафли получаются вкуснее, чем у него.                                                                                       |                                                         |                                                                    |                                                      |                                  |                 |             |
| 14 | «Милая мамуля» «Смурф-ясли»                             | Генри Гиффорд, Гийом Мотален, Себастьен Орсел                      | Александр Виано, Стефани Анетт, Александр Улльман    | 14 ноября 2021 24 октября 2021   | —               | 114         |
| Хохмач превращает Поэта в маму Гаргамеля, но они попадают в западню в башне Гаргамеля. Смурфгроза становится суперняней, когда все смурфики превращаются в младенцев.                                                                      |                                                         |                                                                    |                                                      |                                  |                 |             |
| 15 | «Смурф-секреты»                                         | Питер Х. Сейсселин, Эмми Серафин                                   | Лионель Брусс, Жан-Люк Эбивен, Александр Виано       | 26 октября 2021 27 октября 2021  | —               | 115         |
| Гаргамель превращается в смурфика, и смурфики делятся своими секретами, чтобы доказать свою личность. |                                                         |                                                                    |                                                      |                                  |                 |             |
| 16 | «Испорченная вечеринка Гаргамеля» «Талисман на неудачу» | Мари Эйнар, Эммануэль Ледюк, Эрве Бенедетти, Николас Робинсон      | Александр Виано, Фредерик Минтофф, Александр Улльман | 7 ноября 2021 14 ноября 2021     | —               | 116         |
| Гаргамель убеждает Бегонию и Разиню, что он добряк, и они приглашают его в деревню на вечеринку. Шеф-Повар и Красавчик находят сундук с чудесным самоцветом, но он приносит неудачу всем, кто к нему прикасается.                          |                                                         |                                                                    |                                                      |                                  |                 |             |
| 17 | «Смурф-гроза теряет боевой дух» «Попался»               | Питер Х. Сейсселин, Эми Серафин, Мари Эйнар, Эммануэль Ледюк       | Александр Виано, Стефани Анетт, Бруно Иссали         | 21 ноября 2021 28 ноября 2021    | —               | 117         |
| Смурфоцветик произносит заклинание, чтобы разбудить своего внутреннего воина, но случайно забирает боевой дух Смурфгрозы. Гаргамель заколдовал Ворчуна, и всё, что тот назовёт, появляется в башне Гаргамеля.                              |                                                         |                                                                    |                                                      |                                  |                 |             |
| 18 | «Рыцарь Смурфалот» «Позабудка»                          | Генри Гиффорд, Питер Х. Сейсселин                                  | Александр Виано, Бруно Иссали, Стефани Анетт         | 19 декабря 2021 12 декабря 2021  | —               | 118         |
| Мечтатель пытается стать рыцарем, но из-за своей навязчивости он наживает врагов и попадает в опасные передряги. Гаргамель случайно вдыхает пыльцу редкого цветка и забывает всё на свете.                                                 |                                                         |                                                                    |                                                      |                                  |                 |             |
| 19 | «Шоу Смурфиков»                                         | Питер Х. Сейсселин, Эми Серафин                                    | Александр Виано, Жан-Люк Эбивен                      | 5 декабря 2021                   | —               | 119         |
| Гаргамель шпионит за смурфиками через хрустальный шар, но они устраивают ему показательное представление. |                                                         |                                                                    |                                                      |                                  |                 |             |
| 20 | «Смурфборд» «С кем останется обезьянка?»                | Питер Х. Сейсселин, Эми Серафин                                    | Александр Виано, Ромен Число, Стефани Анетт          | 12 декабря 2021 30 января 2022   | —               | 120         |
| Красавчик и Хохмач гоняют на смурфбордах по всей деревне, а Благоразумник считает, что это небезопасно. В Волшебном магазине перепутали посылки Папы Смурфика и Гаргамеля и доставили Папе Смурфику обезьянку.                             |                                                         |                                                                    |                                                      |                                  |                 |             |
| 21 | «Крылатый ас» «Лаборант»                                | Питер Х. Сейсселин, Эми Серафин                                    | Александр Улльман, Ромен Число                       | 16 января 2022 2 января 2022     | —               | 121         |
| Растяпа учинил очередную катастрофу и решил, что единственное место, где он может спокойно передвигаться — это небо. Благоразумник ранен, и Папа Смурфик назначил обезьянку своим лаборантом.                                              |                                                         |                                                                    |                                                      |                                  |                 |             |
| 22 | «Орден "за заслуги"» «Смурф-день матери»                | Генри Гиффорд, Фиона Лэйбгорин                                     | Бруно Иссали                                         | 18 февраля 2022 24 февраля 2022  | —               | 122         |
| Благоразумник стал слишком много командовать и Хохмач завалил его сложными заданиями в обмен на фальшивую награду. Гаргамель поймал Папу Смурфика, Смурфиву и Красавчика, и те решили помочь ему задобрить его маму.                       |                                                         |                                                                    |                                                      |                                  |                 |             |
| 23 | «В теле ящерицы» «Передовица»                           | Питер Х. Сейсселин, Эми Серафин                                    | Александр Улльман, Фредерик Минтофф                  | 23 февраля 2022 17 февраля 2022  | —               | 123         |
| Красавчик ищет заклинание от прыщей на носу, но неожиданно превращается в ящерицу. Чтобы увеличить тираж газеты, Репортёр намерен взять личное интервью у Гаргамеля.                                                                       |                                                         |                                                                    |                                                      |                                  |                 |             |
| 24 | «Такие разные папы» «Фальшивые новости»                 | Питер Х. Сейсселин, Эмми Серафин, Генри Гиффорд                    | Стефани Анетт, Лионель Брусс                         | 25 февраля 2022 16 февраля 2022  | —               | 124         |
| Красавчик накладывает грим на одного из смурфиков, и тот становится точь-в-точь как папа Смурфик. Хохмач разыгрывает Поэта и втягивает его в удивительное, вот только ненастоящее, приключение.                                            |                                                         |                                                                    |                                                      |                                  |                 |             |
| 25 | «Вы уволены!» «Волшебное зеркало»                       | Питер Х. Сейсселин, Эмми Серафин, Мишель Кулон, Жан-Баптист Мерлин | Бруно Иссали, Стефани Анетт                          | 13 марта 2022 6 марта 2022       | —               | 125         |
| После очередного недоразумения Разиня и Растяпа ссорятся и дают слово, что больше не станут вместе работать. Гаргамель устанавливает в лесу волшебное зеркало, и Красавчик не может пройти мимо и не посмотреться в него.                  |                                                         |                                                                    |                                                      |                                  |                 |             |
| 26 | «Поменяться местами» «Поэтический конкурс»              | Фиона Лэйбгорин, Барбара Вебер-Боустани                            | Дэйв Альварез, Томавижн, Жан-Люк Эбивен              | 13 марта 2022 20 марта 2022      | —               | 126         |
| Гаргамель меняется телами с Папой Смурфиком, и только Скромник знает правду. Хватит ли ему смелости всем рассказать? Поэт учит Смурфлили рифмовать, но затем у него наступает творческий кризис перед поэтическим конкурсом.               |                                                         |                                                                    |                                                      |                                  |                 |             |

## Трансляция
В стране производства (Бельгия), мультсериал транслируется на канале La Trois во время программного блока «OUFtivi». Так же он транслируется на TF1 в Франции и на KiKA в Германии. В России мультсериал транслируется на каналах Nickelodeon, Nicktoons, и на Nickelodeon (HD).